# نيد فور سبيد: بورش أنليشد
نيد فور سبيد: بورش أنليشد (بالإنجليزية:Need for Speed: Porsche Unleashed) ، هي لعبة إلكترونية من نوع سباق السيارات والمطاردة ، أنتجت من قبل شركة إلكترونيك آرتس الكندية سنة 2000م ، وتعمل لنظامي بلاي ستيشن وويندوز مايكروسوفت ، وفي عام 2003م ، أضيفت لعبة نيد فور سبيد: بورش أنليشد لنظام جيم بوي أدفانس ، وهذه اللعبة هي مخصصة لسيارت شركة بورش الألمانية.

شعار شركة بورش الألمانية للسيارات

## اختلاف غلاف التسمية
تختلف تسمية غلاف اللعبة على حسب رغبة فروع شركة إلكترونيك آرتس في أوروبا ، ففي القارة الأوروبية سميت Need for Speed: Porsche 2000 ، وفي ألمانيا سميت اسم الشركة مباشرة (بالألمانية:Need for Speed: Porsche) .

## اللعبة
في قائمة الخيارات هناك 3 خيارات يختار بها اللاعب ، إما المسابقة أو الهروب من الشرطة أو اختبار الوقت المحدد ، تتوفر اللعبة في اماكن مختلفة من دول العالم الأول ، كما بإمكان اللاعب الحصول على السيارات الكلاسيكية في حال تجاوز إحدى مراحل اللعبة .

### سيارات بورش
قائمة سيارات بورش :
- بورش 356
- بورش 911 (include 930)
- بورش 964
- بورش 993
- بورش 996
- بورش 914/4
- بورش 944
- بورش 959 (model 1987 year, street version)
- بورش 928 (model 1995 year, GTS version)
- بورش بوكستر (type 986)

السيارات المخصصة للسباق :
- Porsche 550 A Spyder (1956)
- Porsche 935/78 Coupe «Moby Dick» (1978)
- Porsche 911 GT1 Race Version (1998)
- Porsche 911 GT2 Race Version (1997)
- بورش 911 جي تي3 Cup (1998)

## وصلات خارجية
- نيد فور سبيد: بورش أنليشد على موقع IMDb (الإنجليزية)
- Need for Speed: Porsche Unleashed على موبي غيمز